# Otter Lake (Michigan)
Pour les articles homonymes, voir Otter Lake.
Otter Lake est un village des comtés de Lapeer et de Genesee, dans l'État du Michigan, aux États-Unis. En 2020, il comptait une population de 426 habitants.